# Sayuti Melik
Mohamad Ibnu Sayuti ou Sayuti Melik né le 22 novembre 1908 à Yogyakarta et mort le 27 février 1989 à Jakarta, est un journaliste indonésien. Il a aidé à taper une copie de la proclamation de l'indépendance de l'Indonésie, que Sukarno a proclamée à l'Indonésie le 17 août 1945,.

## Biographie
Melik est né en 1908 à Sleman, Yogyakarta. Il est allé à l'école Ongko Loro dans le village de Srowolan, puis a poursuivi ses études à Yogyakarta. Son père l'avait élevé en tant que nationaliste, un mouvement auquel son père s'était joint après que le gouvernement néerlandais ait utilisé ses champs pour cultiver du tabac. Cependant, il n'a entendu parler du mouvement pour la première fois que par son professeur d'histoire néerlandais, HA Zurink, alors qu'il étudiait à Solo en 1920. Dans son adolescence, il était intéressé par la lecture du magazine Islam intitulé "Movements of Islam". Le journal était dirigé par le chercheur de gauche KH Misbach, basé à Kauman, Solo. Beaucoup de gens à l'époque, y compris des dirigeants musulmans, voyaient dans le marxisme la solution à la lutte contre le colonialisme.
La première rencontre avec Sukarno a eu lieu à Londres en 1926.

## Événements Rengasdengklok
Sayuti Melik était membre du groupe Menteng 31, qui a joué un rôle dans l'enlèvement de Sukarno et Hatta le 16 août 1945. Les jeunes combattants, dont Chairul Saleh, Sukarni, et Wikana, avec Shodancho Singgih, un membre de PETA, et un autre jeune homme, ont amené Sukarno avec Fatmawati, le fils de 9 mois de Sukarno, Guntur, et Hatta, à Rengasdengklok. L'objectif était de s'assurer que Sukarno et Hatta ne soient pas persuadés ou affectés de quelque manière que ce soit par les Japonais.
Là, ils ont rassuré Sukarno que le Japon s'était rendu et que les combattants étaient prêts à combattre les Japonais, quoi qu'il arrive. À Jakarta, des groupes de jeunes, Wikana, et des groupes de personnes âgées, à savoir M. Ahmad Soebardjo, a commencé à négocier. M. Ahmad Soebardjo a accepté de proclamer l'indépendance de l'Indonésie à Jakarta. Puis il a demandé à Yusuf Ahmad Soebardjo Kunto d'aller au Rengasdengklok. Ils ont ramené Sukarno et Hatta à Jakarta. M. Ahmad Soebardjo a réussi à convaincre les jeunes de ne pas déclarer l'indépendance à la hâte.

## Manuscrit de proclamation

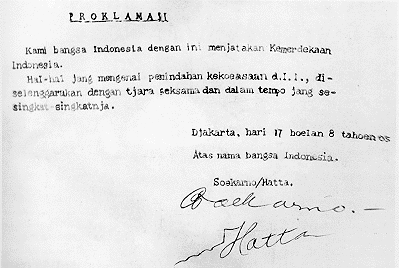
La proclamation manuscrite originale conservée dans le Monument national

La déclaration d'indépendance a été composée par Sukarno, Hatta et Achmad Subardjo au domicile du contre-amiral japonais Maeda. Sukarni et Melik étaient présents en tant que témoins au nom des jeunes révolutionnaires. Une fois terminé, à l'aube du 17 août 1945, le projet de texte de la proclamation a été lu au public. Cependant, le groupe de jeunes l'a rejeté car ils considéraient le texte comme un produit des Japonais.
Au milieu de l'atmosphère tendue, Melik a avancé l'idée que Sukarno et Hatta signent la déclaration d'indépendance au nom de l'Indonésie. Après avoir consenti, Sayuti a immédiatement tapé une version révisée de la déclaration indiquant qu'elle avait été faite au nom de l'Indonésie plutôt que de dire que Sukarno et Hatta étaient des représentants du peuple indonésien.

## L'ère post-indépendance
Après l'indépendance de l'Indonésie, il est devenu membre du Comité national central indonésien. En 1946, sur ordre de M. Amir Sjarifuddin, il est arrêté par le gouvernement indonésien car il est considéré comme proche de la « persautia perjuangan » (Union de lutte) et considéré comme un conspirateur impliqué dans les attentats du 3 juillet. Affaire . Après avoir été interrogé par le tribunal militaire, il a été déclaré non coupable. Au cours de l'deuxième agression militaire néerlandaise, les Néerlandais l'ont arrêté et emprisonné à Ambarawa. Il a été libéré après la fin de la conférence de la Table ronde de La Haye. En 1950, il a été nommé membre du l'Assemblée consultative du peuple (MPR) et le Conseil des représentants du peuple (DPR) en tant qu'adjoint de la Force '45 et est devenu chercheur adjoint.
Sayuti Melik est décédé le 27 février 1989, après un an de maladie, à l'âge de 80 ans. Il a été enterré au cimetière des héros de Kalibata.